# Edward Graff
Edward Graff (San Francisco, 20 augustus 1897 - Sonoma, 19 maart 1954) was een Amerikaans rugbyspeler.

## Carrière
Tijdens de Olympische Zomerspelen 1924 werd hij met de Amerikaanse ploeg olympisch kampioen.

## Erelijst

### Met Verenigde Staten
- Olympische Zomerspelen:  1924